# 高建立
高建立（1970年9月—），男，河南社旗人，中华人民共和国政治人物，长安大学道路与铁道工程硕士研究生，教授级高级工程师，国务院政府特殊津贴专家。现任中共开封市委书记。

## 生平
长期在河南省交通系统任职，2015年10月，任河南省交通运输厅党组成员，河南省道路运输管理局局长、党委副书记。
2018年9月，调任濮阳市，任濮阳市人民政府副市长、党组成员。2021年9月任河南省平顶山市委常委、市人民政府副市长。2023年1月升任河南省交通运输厅党组书记、厅长。
2025年8月，调任开封市委书记。